# Las que no iban a salir
Las que no iban a salir és el primer àlbum recopilatori del traper i cantant porto-riqueny Bad Bunny. Va ser llançat sense anunci previ el 10 de maig de 2020 per «Rimas Entertainment». Inclou col·laboracions com a convidats a artistes com Zion & Lennox, Yandel, Don Omar, Nicky Jam, Jhay Cortez, i Gabriela Berlingeri.